# Brézins
Brézins este o comună în departamentul Isère din sud-estul Franței. În 2009 avea o populație de 1.695 de locuitori.

## Evoluția populației
| An        | 1975 | 1982  | 1990  | 1999  | 2006  | 2009  |
| --------- | ---- | ----- | ----- | ----- | ----- | ----- |
| Populație | 836  | 1.013 | 1.245 | 1.326 | 1.492 | 1.695 |